# Sigurður Stefánsson
Sigurður Stefánsson, född 27 mars 1744 i Höskuldsstaðir, död 24 maj 1798, var en isländsk biskop. Han var  halvbror til Ólafur Stephensen.
Sigurður genomgick latinskolan i Hólar, blev student vid Köpenhamns universitet 1765, tog teologisk ämbetsexamen 1767 och blev därefter lärare vid skolen i Hólar. År 1773 blev han präst i Möðruvellir, 1781 i Helgafell och kallades 1788 till biskop i Hólar, varför han tillbringade vintern 1788–1789 i Danmark. Han var den siste biskopen i Hólar, då detta stift därefter förenades med Skálholts stift till ett hela Island omfattande biskopsdöme.